# Pumori
Il Pumori (in nepalese पुमोरि) (o Pumo Ri) è una montagna del Nepal e del Tibet.
Si trova al confine tra i due paesi sovracitati nella sezione mahalangur dell'Himalaya e si trova circa 8 km ad ovest del Monte Everest. La sua vetta si trova a 7.161 metri.
Il nome Pumori significa letteralmente figlia non sposata nel linguaggio degli sherpa e la montagna ha ricevuto questo nome da George Mallory; gli scalatori a volte si riferiscono al Pumori come alla figlia dell'Everest.
Pumori è una popolare meta di alpinismo e la via più facile per la vetta è classificata di livello 3 anche se con pericolo di valanghe.
Il primo a scalare il Pumori è stato Gerhard Lenser nel 1962 in una spedizione svizzero-tedesca. Due cechi, Leopold Sulovsky e Michalec Zeduak, hanno poi aperto un'altra via nella parete sud del Pumori nella primavera del 1996
Una famosa zona del Pumori è il Kala Patthar a 5.643 m; molti trekker salgono fin qui perché da questo punto la vista dell'Everest, del Lhotse e del Nuptse nelle giornate limpide è impressionante.

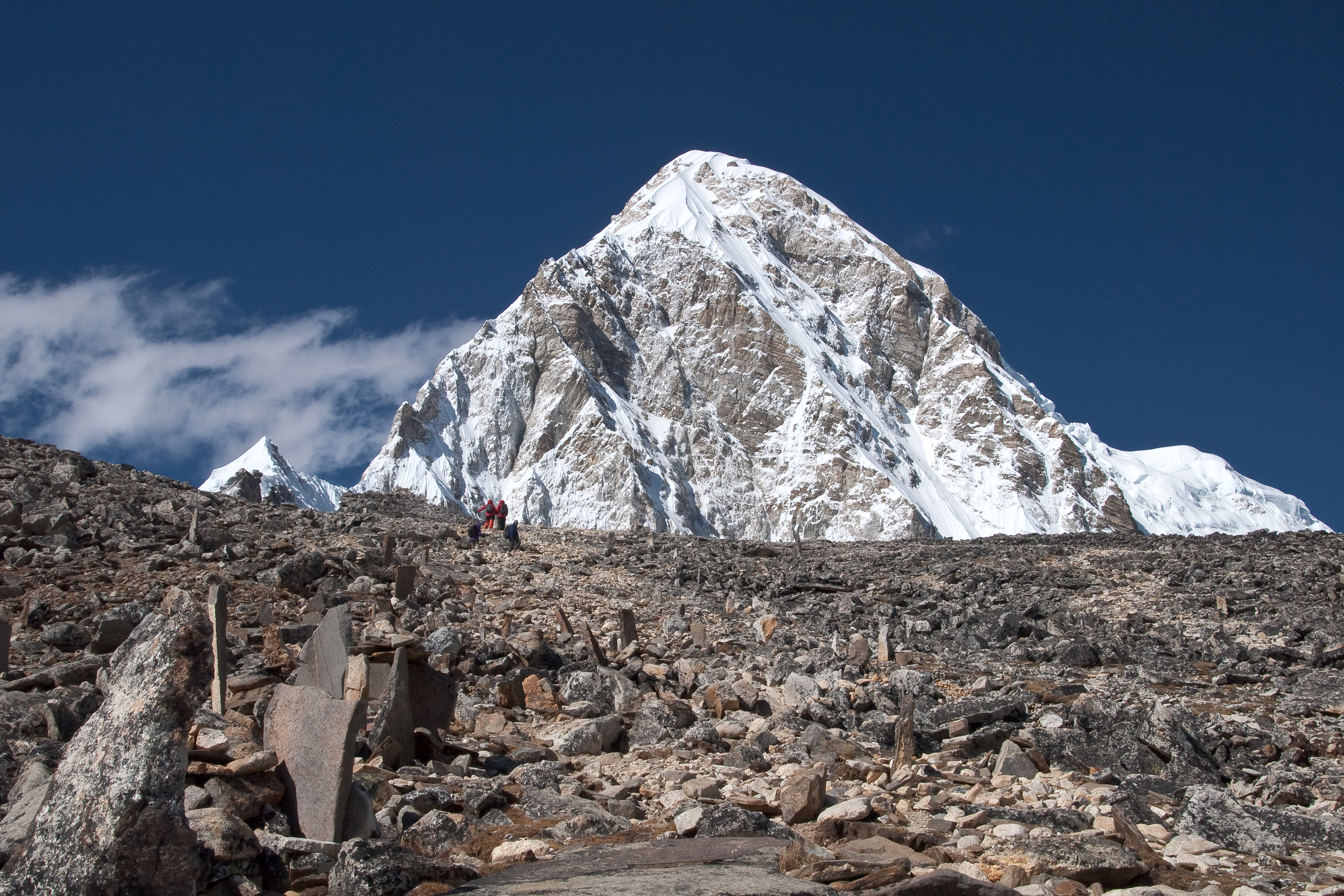
Pumori dietro Kala Patthar